# 井上信行
井上 信行（いのうえ のぶゆき、1965年11月16日 - ）はゲームクリエイター、シナリオライター。福岡県久留米市出身。九州デザイナー学院出身卒。さよならおやすみ株式会社代表取締役。

## 略歴
タツノコプロ制作のアニメ『タイムボカン』シリーズが好きで、上京後1986年4月に竜の子アニメ技術研究所に入社。アニメーターとなるが、1年後の1987年5月には退社。
その後、漫画家の有賀照人、ともながひでき、たかつき勇らの元でアシスタントを務める。その間「猫山田ひろし」のペンネームで投稿した作品『ジャングルキッズ!!』が、1988年の『週刊少年ジャンプ』ホップ☆ステップ賞年間準グランプリに選ばれ、同誌の増刊号に掲載された経験を持つ。また、日本ソフトバンクのゲーム誌『Beep』の1989年4月号 - 6月号の『ドラゴンクエストIV』記事中に4コマ漫画を連載した。
1988年6月、TBS系深夜番組『オフィスヒット』番組にて、出演者の堀井雄二が行ったゲームデザイナー育成企画に応募。全国200人の応募者のなかから残った5人で、ゲームデザイナー集団『U.G.BOYS』を結成する。ちなみに同グループには、『ゼロヨンチャンプ』シリーズ制作を経てワークジャムを設立した神長豊も所属していた。
その後、エピック・ソニーレコードでゲーム制作のアシスタントとなり、ファミリーコンピュータ版『ソルスティス』等の制作に携わった後、1990年にスクウェア（現スクウェア・エニックス）に入社。『Sa・Ga2 秘宝伝説』のデバッグの後、開発に携わり『ファイナルファンタジーIV』の「プチメテオ・プチフレア」の名称考案、『ロマンシング サ・ガ』の「回転キック」の決めポーズ、『半熟英雄』の卵召喚時の周りを廻る演出などアイディアを生み出していく。
ライターとしては『ライブ・ア・ライブ』のシナリオ（近未来編、原始編）とバトル担当として関わり、『ファイナルファンタジータクティクス』内のサウンドノベル（ウイユヴェール・エナビア記）、『聖剣伝説 LEGEND OF MANA』の脚本（エスカデ編）を書く。
同時期に発売された『ファイナルファンタジーVIII』の記録的売り上げに対する、スクウェアの戦略変更に反発した社員を連れてスクウェアを退社、亀岡慎一らと共に新会社ブラウニーブラウンを設立、取締役に就任した。ブラウニーブラウンの第一作目『マジカルバケーション』では、脚本、演出、総監督を担当。糸井重里脚本のゲームボーイアドバンス『MOTHER3』（2006）、ニンテンドーDS『マジカルバケーション 5つの星がならぶとき』（2006）ではディレクターを担当。
2012年4月24日、さよならおやすみ株式会社を設立、代表取締役に就任した。
2020年より、さよならおやすみノベルズのレーベルを立ち上げ、Kindleを中心にオリジナルの電子書籍を発行を開始。

## 作品

### ゲーム
- ロマンシング サ・ガ（1992年）フィールドマップデザイン、エフェクトアニメーション
- 半熟英雄 ああ、世界よ半熟なれ…!!（1992年）バトルディレクション
- ライブ・ア・ライブ（1994年）シナリオ（原始編、近未来編）、バトルデザイン、バトルディレクション
- ロマンシング サ・ガ3（1995年）マップデザイン
- ファイナルファンタジータクティクス（1997年）インタラクティブノベル企画
- 聖剣伝説 LEGEND OF MANA（1999年）原作、イベントデータチーフ
- マジカルバケーション（2001年）総監督
- MOTHER3（2006年）ディレクション
- マジカルバケーション 5つの星がならぶとき（2006年）ディレクション
- セブンス・リバース（2016年）イベントシナリオ
- EGGLIA〜赤いぼうしの伝説〜（2017年）シナリオ
- WORK×WORK（2018年）シナリオ
- 牧場物語 オリーブタウンと希望の大地（2021年）シナリオ

### さよならおやすみノベルズ
- うさぎがとつぜん私になってこまった100のこと
- 浮遊大陸でもういちど
- チャットストーリーズ
- 勇!! なるかな
- 昭和58年の宇宙移民
- 憧れの竹下さんに捧げる冒険
- 憧れの秋山さんに捧げる冒険
- 魔法のアバンチュール
- すさぶる王子バカ王子カニ
- アニメーターの老後
- たのしいゲームシナリオ入門
- 告白と戸惑いのロンド
- 第七文学
- Once more on the Floating Continent
- ひきこもりのユミがアニメーターになるまで
- ラッコ剣士
- ポリコレ少女舞依
- ボクたちが邪馬台国を探したときの話
- ボクがヒミコだったころの話